# Kerkje van Oostum
Het kerkje van Oostum is een kerk op de wierde van Oostum nabij Garnwerd in de provincie Groningen. De kerk is in het bezit van de Stichting Oude Groninger Kerken. Het kerkje is een van de podia van de jaarlijkse Zomerjazzfietstour.

## Beschrijving
De kerk is gebouwd in het midden van de 13e eeuw en was gewijd aan Jakobus de Meerdere. Oorspronkelijk had de kerk drie traveeën (muurvakken). Maar door de bouw van de kerktoren in de 14e eeuw kwam een halve travee te vervallen, zodat er nog twee-en-een-halve travee resteren. In de zuidgevel is siermetselwerk aanwezig gemaakt in de stijl van de romanogotiek. Ongebruikelijk is dat de waarschijnlijk in de 16e eeuw geplaatste zadeldaktoren, in tegenstelling tot andere zadeldaktorens in de regio, dwars staat. De brede kant van de toren staat tegen de kerk. In de toren hangt een luidklok, daterend uit 1466 en gemaakt door Henrik Kokenbacker voor de kerk van het ten noordwesten van Oostum gelegen Feerwerd. Tegen de westgevel zijn in 1821 twee kleine steunberen gebouwd.
Oostum was eeuwenlang kerkelijk gecombineerd met Garnwerd. Omdat de meeste kerkgangers naar Garnwerd gingen en daar ook de meeste diensten gehouden werden, werd het onderhoud begin 19e eeuw door het kerkbestuur steeds meer gezien als een dure kostenpost. In 1841 wilde het kerkbestuur de kerk afbreken, maar de Oostumers kwamen hier met succes tegen in verzet: de gemeente Ezinge verzocht het Provinciale College van Toezicht op de kerkelijke goederen om de kerkvoogdij te verplichten om de kerk naar behoren te onderhouden. Het onderhoud werd echter maar weinig uitgevoerd en in 1857 probeerde de kerkvoogdij bij Gedeputeerde Staten alsnog toestemming te krijgen om de kerk af te breken. De Oostumers kwamen wederom in verzet. Het College van Toezicht ontdekte daarop dat het verplichte noodzakelijke onderhoud het jaar ervoor niet was uitgevoerd door de kerk (wel waren er herstelwerkzaamheden aan de kerk in Garnwerd uitgevoerd), terwijl dit volgens het jaarverslag wel zou zijn gebeurd en betichtte het kerkbestuur van misbruik van goederen. Het eiste dat het noodzakelijk onderhoud alsnog werd uitgevoerd. Tevens bleek bij een bouwkundige inspectie dat het gebouw er niet zo erg aan toe was als het kerkbestuur eerder had willen doen geloven. Een lid van het kerkbestuur trad af, het gebouw werd hersteld en verdere plannen voor de afbraak van de kerk bleven verder achterwege.
Opvallend is de dakbedekking. Ze bestaat voor een deel uit halfronde pannen (monniken en nonnen) die afwisselend met de bolle en de holle kant naar boven liggen.
De preekstoel met een maniëristisch doophek dateert uit 1663. De herenbank, met het familiewapen van Lewe van Aduard is gemaakt in de eerste helft van de 18e eeuw. Er is geen kerkorgel, alleen een loos orgelfront.

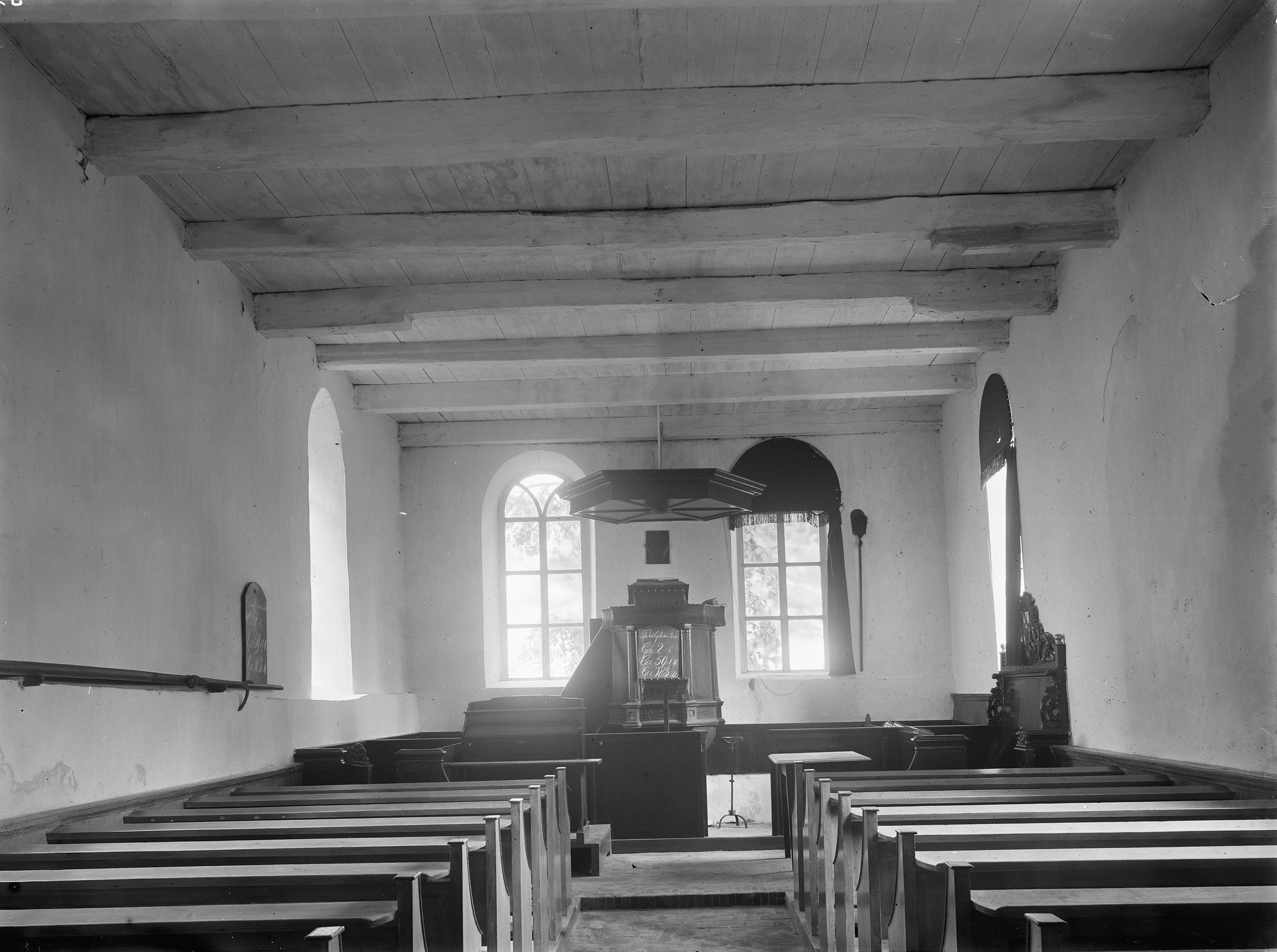
Interieur in 1921
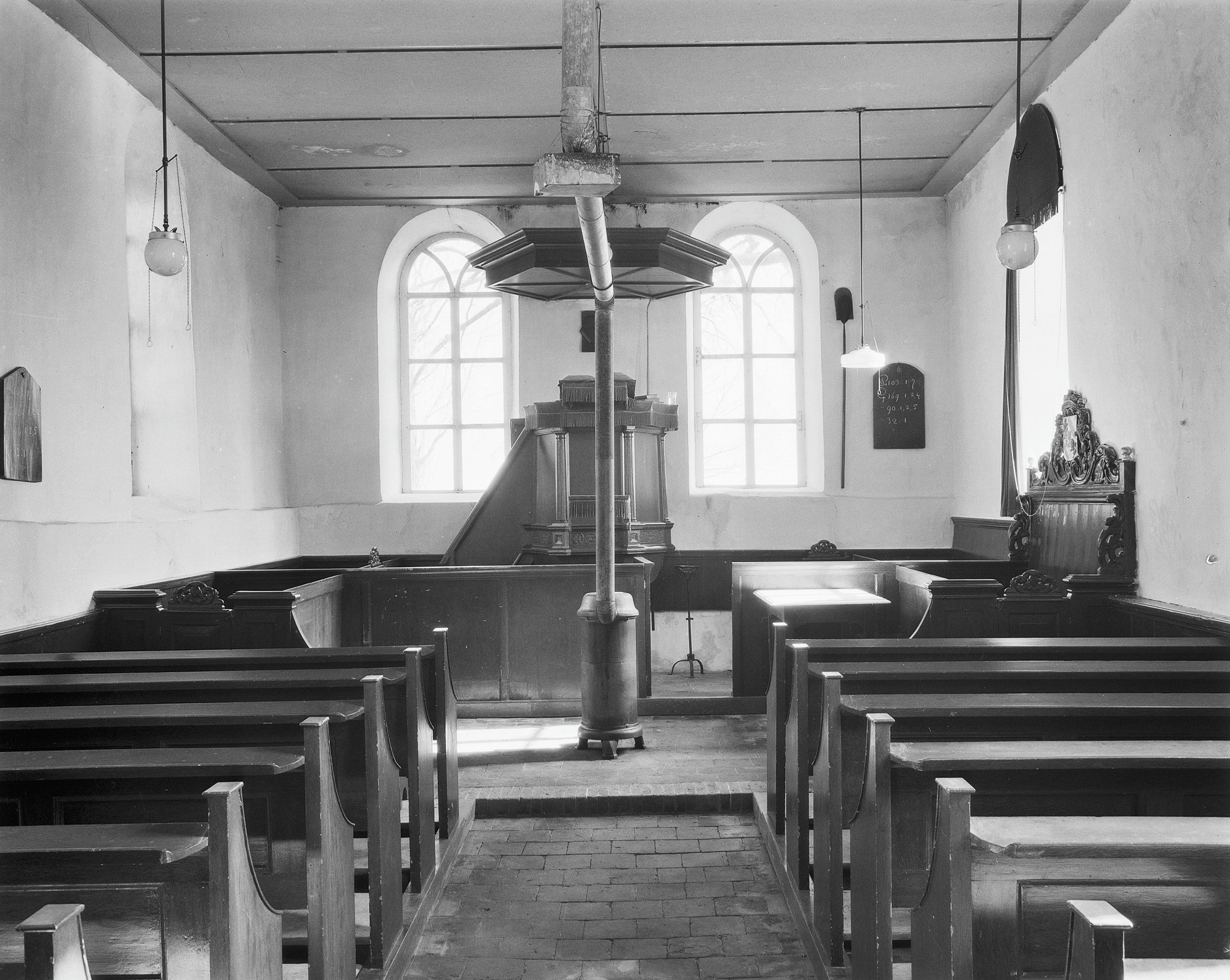
Interieur in 1961. Sindsdien is het gezicht op de balkenzoldering hersteld. De kachel is verwijderd en de wandschilderingen zijn weer zichtbaar. De oorspronkelijke preekstoel en de heren- en kerkvoogdijbanken staan er nog, maar de overige kerkbanken zijn vervangen door stoeltjes.
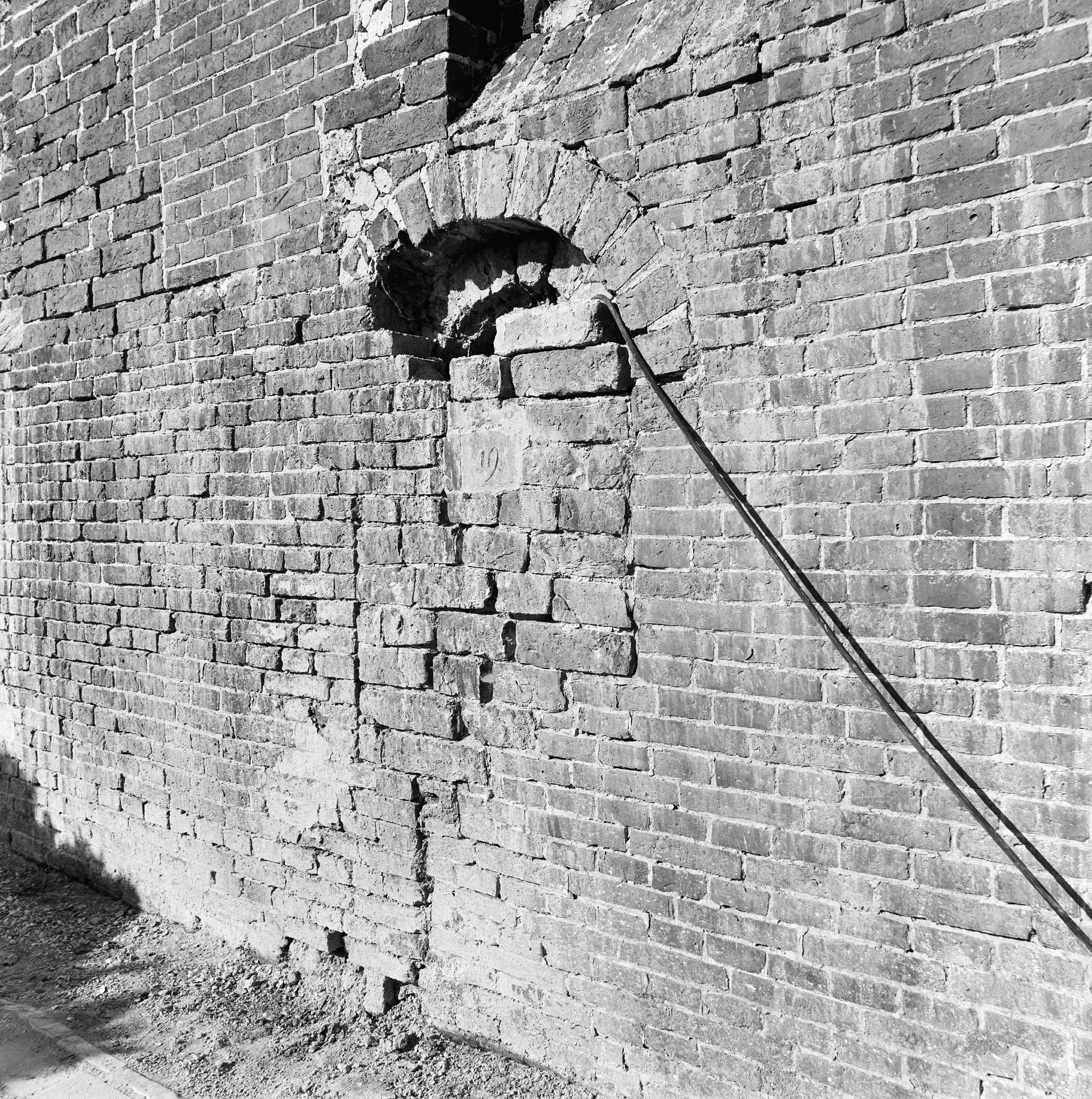
Dichtgemetselde zuidingang (vroegere manneningang) in het schip tijdens de restauratie van 1972

## De Ploeg
Veel schilders van De Ploeg hebben het kerkje geschilderd. Genoemd kunnen worden Jan Altink (Kerkje van Oostum, 1958), Jannes de Vries (een aantal schilderijen waaronder Gezicht op Oostum, 1954) en Johan Dijkstra (Oostum, 1922).